# Camp de concentració de Mittelbau-Dora
El Camp de concentració de Mittelbau-Dora fou inicialment un kommando del camp d'extermini nazi de Buchenwald. A partir de 1943 es va independitzar. S'hi fabricaven els V1 i V2 que atemorien Londres durant la Segona Guerra Mundial. A Dora no hi havia ni aigua ni llum, ni instal·lacions sanitàries. Als túnels, els deportats morien com a bèsties i les malalties infeccioses s'hi multiplicaven. Molts dormien a les galeries laterals dels túnels. Va encabir a més de 15.000 deportats; alguns dels quals foren republicans catalans.